# Lolofaoso (Lolowau)
Lolofaoso is een bestuurslaag in het regentschap Nias Selatan van de provincie Noord-Sumatra, Indonesië. Lolofaoso telt 439 inwoners (volkstelling 2010).